# 赵必振
赵必振（1872年—1956年），字曰生，别号星庵，男，湖南武陵（今常德）人，中国近代政治人物、学者，中国马克思主义早期传播者。